# Walter Raleigh
Sir Walter Raleigh (n. 1552 sau 1554 - d. 29 octombrie 1618), a fost un faimos scriitor, poet, soldat, politician, corsar și explorator englez. Este binecunoscut și datorită faptului că a adus tutunul și cartoful în Irlanda. A avut un rol esențial în colonizarea engleză a Americii de Nord. În 1594 Raleigh a auzit de "Orașul de Aur", în America de Sud și a plecat să-l găsească; publicând apoi o relatare exagerată despre experiența sa în cartea sa, a contribuit la nașterea legendei despre Eldorado. După moartea reginei Elisabeta I a Angliei, în 1603, a fost acuzat de conspirație împotriva noului rege Iacob I, închis în Turnul Londrei aproape treisprezece ani și eliberat în 1616. A plecat în o a doua expediție în căutarea miticului Eldorado. Expediția nu a avut succes, iar pentru că oamenii săi, sub comanda sa au jefuit un avanpost spaniol, la întoarcerea în Anglia în 1618, a fost decapitat. Raleigh a fost una din cele mai remarcabile figuri din era elisabetană. Un sondaj făcut în 2002 de BBC, l-a inclus pe lista celor 100 mari personalități britanice.

## Tinerețea

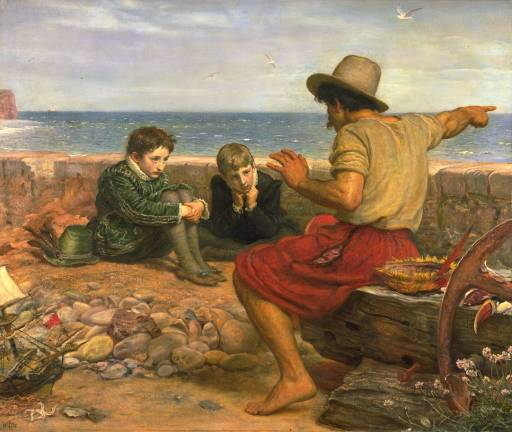
Copilăria lui Raleigh, de John Everett Millais

Se știe puțin despre tinerețea lui Raleigh. Unii istorici presupun că s-a născut în 22 ianuarie 1552, dar Oxford Dictionary of National Biografy favorizează anul 1554. A crescut la o fermă în satul East Budleigh, în Devon, Anglia. A fost al cincilea fiu a lui Catherine Champernowne, din a doua căsătorie. Mama sa era nepoata lui Kat Ashley, guvernanta reginei Elisabeta I și mai târziu i-a introdus pe Raleigh și frații săi vitregi la curte. Familia Raleigh era protestantă și în timpul domniei Mariei I a avut probleme: tatăl lui Raleigh, un gentilom de provincie, la un moment dat a fost nevoit să se ascundă într-un turn pentru a evita să fie executat. Astfel, din timpul copilăriei Raleigh a dezvoltat o ură profundă împotriva catolicilor și la urcarea pe tron a Elisabetei I, nu a întârziat să și-o exprime. În 1568 sau 1572, Raleigh a fost înregistrat ca student la Oriel College Oxford, iar în 1575 figura la Middle Temple. La procesul său în 1603 a declarat că nu a studiat dreptul. Viața sa între aceste două date este incertă, dar în opera sa Istoria lumii a declarat că a fost martor ocular la bătălia de la Moncontour (3 octombrie 1569), în Franța. În 1575 sau 1576 Raleigh s-a întors în Anglia. L-a însoțit pe fratele său vitreg, Sir Humphrey Gilbert, într-o așa-numită călătorie de descoperiri, de fapt un atac asupra posesiunilor spaniole din Antile. Nu au ajuns însă decât până în Insulele Capului Verde. A dat apoi o mână de ajutor la reprimarea unei revolte din Irlanda și, în decembrie 1581, a fost trimis la Curtea de la Greenwich ca mesager de război. Aventurier impetuos și curtean rafinat, a avut și importante realizări literare. Majoritatea poeziilor lui s-au pierdut, dar au rămas câteva uimitoare lucrări în proză. Cea mai impresionantă și mai cunoscută dintre ele este Istoria lumii, scrisă între 1607 și 1614, în timp ce aștepta în Turnul Londrei aducerea la îndeplinire a sentinței de condamnare la moarte. Deși numele lui Raleigh nu apare pe elaborata gravură de pe coperta primei ediții, toată lumea știa cine este autorul. Cartea a fost imediat interzisă de către regele Iacob I.
Raleigh a pretextat că scrie o cronică universală bazată pe cronologia Vechiului Testament, dar după primele capitole a adus relatarea la timpurile lui, istoria Angliei urmând a fi integrată în cea a restului lumii. Nu a ajuns, din păcate, decât până la căderea Macedoniei, în anul 130 a.Chr.
Pe Iacob I l-a deranjat în special portretul făcut de Raleigh reginei asiriene Semiramida, interpretat ca pe un omagiu adus Elisabetei I, și succesorului ei, efeminatul Ninus, pe care regele l-a interpretat ca o aluzie la adresa lui.

## Ascensiunea unui favorit al curții

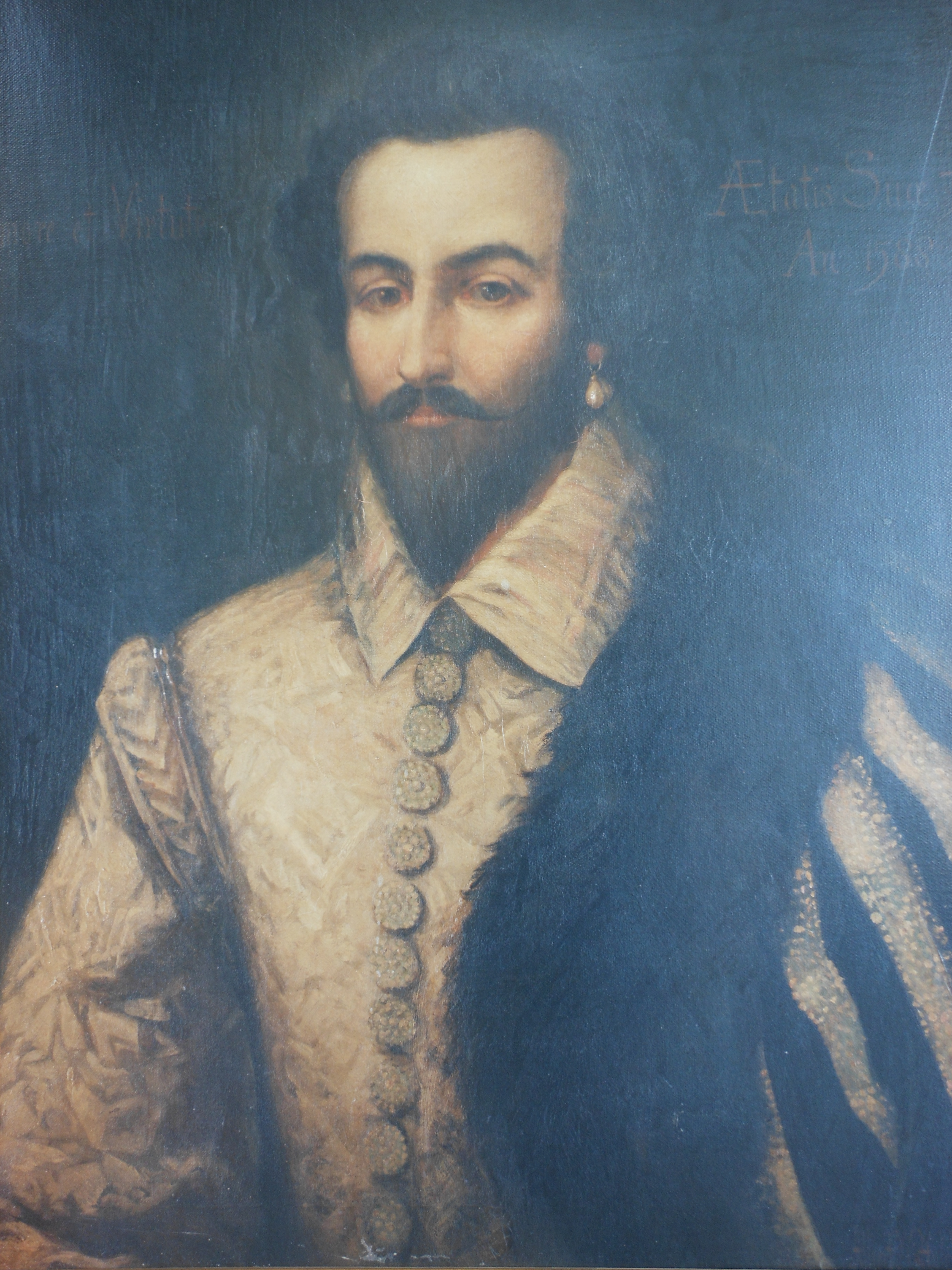
Walter Raleigh, ulei pe pânză

Probabil că povestea care spune că Raleigh și-a așternut mantia peste noroiul drumului, pentru ca Elisabeta să nu-și murdărească încălțările, nu este decât o legendă. Cert este, însă, că soldatul înalt și prezentabil, de nici 30 de ani, a obținut favorurile reginei necăsătorite și în vârstă de 48 de ani datorită reputației lui de nobil viteaz, curtenitor, manierat și spiritual. Fostul favorit al reginei, contele de Leicester, tocmai se recăsătorise, așa că Elisabeta l-a ales imediat pe Raleigh spre a-i ține companie și l-a acoperit de daruri : proprietăți, slujbe și licențe de comerț. În 1584 l-a făcut cavaler.
După moartea lui Gilbert, lui Raleigh îi revenea brevetul fratelui său vitreg, fiind desemnat să descopere teritorii necunoscute în Lumea Nouă și să le ia în stăpânire, în numele reginei. Prima lui expediție lua în stăpânire pentru Anglia țărmul Atlanticului de la nord de Florida. Mai târziu, când regina i-a interzis lui Raleigh să mai plece de la Curte, acolo a fost trimis un văr, Sir Richard Grenville, să pună bazele unei colonii la Roanoke, aceasta fiind prima dintre cele două tentative nereușite de a stabili un cap de pod pe continentul nord-american.
Prin venirea la Curte, în mai 1587, a lui Robert Devereux, conte de Essex, Raleigh s-a văzut în fața unui rival în ce privește afecțiunea Elisabetei, ceea ce l-a determinat chiar să se retragă o vreme pe domeniul său din Irlanda. Revenind la Curte, în 1592 s-a căsătorit cu Elizabeth Throckmorton, una dintre domnișoarele de onoare ale reginei, un afront pentru geloasa suverană, care i-a închis pe amândoi în Turnul Londrei. După un timp au fost eliberați și li s-a îngăduit să trăiască discret la țară. În 1595 lui Raleigh i s-a permis până la urmă să plece din Anglia, în fruntea unei expediții împotriva posesiunilor spaniole din Lumea Nouă și în căutarea aurului pe cursul inferior al fluviului Orinoco din America de Sud. În anul următor s-a angajat într-un atac victorios împotriva portului spaniol Cádiz, iar în 1597 nu numai că recucerea favorurile reginei, dar devenea și membru al parlamentului.

## Zorii unui ev nou

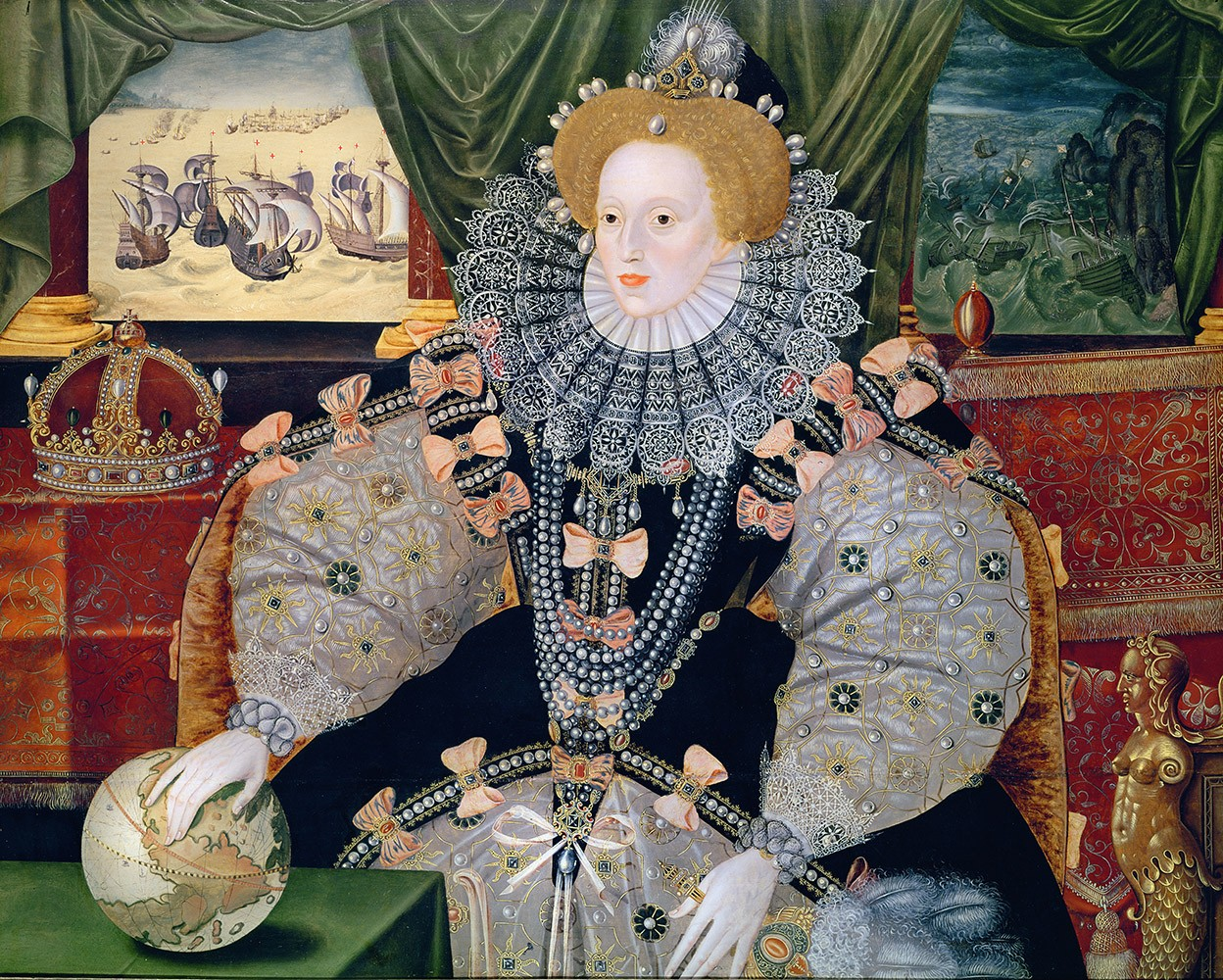
Regina Elisabeta I

La granița dintre secole devenise evident pentru toți că lunga și glorioasa domnie a Elisabetei I se apropia de sfârșit. Cu moartea ei, la 24 martie 1603, dinastia Tudor se sfârșea. Deceniile de speculații și intrigi privind succesiunea reginei fără copii se încheiau și ele. În câteva ore regele Iacob al VI-lea al Scoției, fiul nefericitei regine scoțiene Maria Stuart, a fost proclamat sub numele de Iacob I rege al Angliei, unind cele două regate sub un singur sceptru. Pentru Raleigh, asta a însemnat sfârșitul poziției de favorit la Curte.
Ulterior va fi trădat de doi bărbați pe care îi considera prieteni. Primul, Sir Robert Cecil, un cocoșat mărunt și bolnăvicios, "pigmeul meu", cum îi spunea Elisabeta, fusese secretarul de stat al reginei din 1596 și întreținuse corespondență secretă cu Iacob al VI-lea cu privire la succesiune. Cecil încurajase planurile lui Iacob al VI-lea de a consolida monarhia, de a slăbi parlamentul și de a pune capăt ostilităților cu Spania, dar îi dăduse să înțeleagă că Raleigh nu agrea aceste planuri. Al doilea fals prieten a fost lordul Cobham, care avea să furnizeze în cele din urmă singura dovadă în sprijinul condamnării lui Raleigh la moarte.
Când el s-a grăbit să jure credință noului rege, Iacob I l-a întâmpinat cu un dispreț nedisimulat. În următoarele două săptămâni, monarhul l-a demis din toate funcțiile, i-a ridicat toate licențele de comerț și i-a ordonat să plece din reședința londoneză pe care i-o pusese la dispoziție regina cu câțiva ani înainte. La 14 iulie, Cecil, care își păstrase funcția de secretar de stat și sub Iacob I, l-a convocat pe Raleigh la Consiliul Regal de la castelul Windsor, pentru a-l chestiona despre un complot împotriva noului monarh.

## Acuzat de trădare

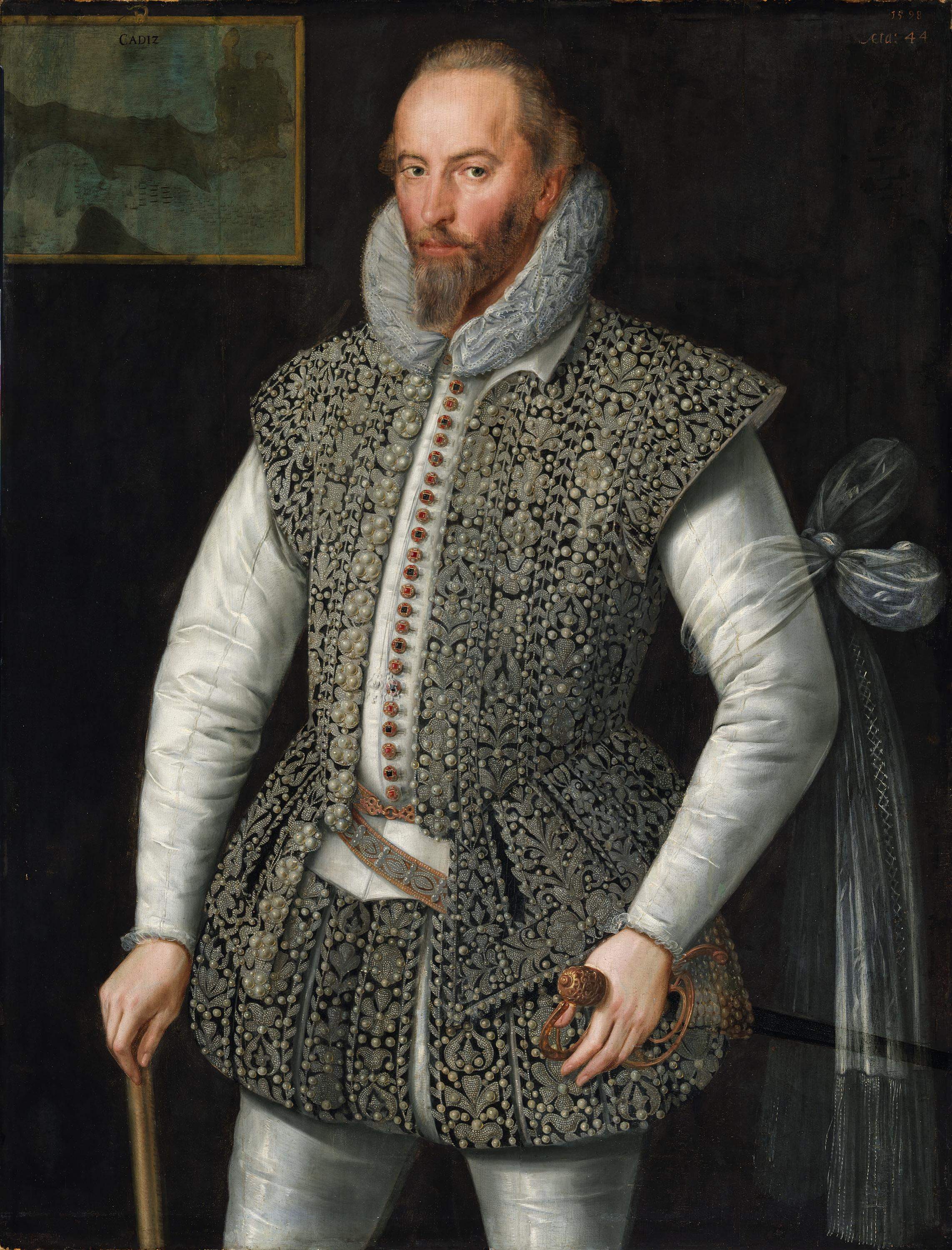
Walter Raleigh

Lordul Cobham, prietenul de altădată al lui Raleigh, nu-și ascundea antipatia față de Iacob I și disprețul față de Cecil. El a obținut de la ambasadorul Țărilor de Jos Spaniole, contele Aremberg, un împrumut de 500 000 de coroane pentru a finanța o lovitură de stat care să-l înlăture pe rege și să-l înlocuiască cu docila lui verișoară Arabella Stuart. Aflând despre complot, Cecil l-a întrebat pe Raleigh ce știe despre activitățile trădătoare ale prietenului său. La început, Raleigh a negat orice amestec, dar mai târziu i-a scris totuși lui Cecil, recunoscând că lordul Cobham îi oferise 10 000 de coroane ca să negocieze pacea dintre Spania și Anglia, ofertă pe care el nu o luase în serios.
Când i s-a arătat scrisoarea, Cobham a mărturisit înspăimântat târgul încheiat cu Aremberg, dar l-a indicat pe Raleigh ca inițiator al complotului. În 19 iulie 1603 a fost arestat și închis în Turnul Londrei. Acuzația lui l-a adus pe Raleigh în fața tribunalului din Winchester în ziua de 17 noiembrie.

## Condamnat pe baza unor probe discutabile

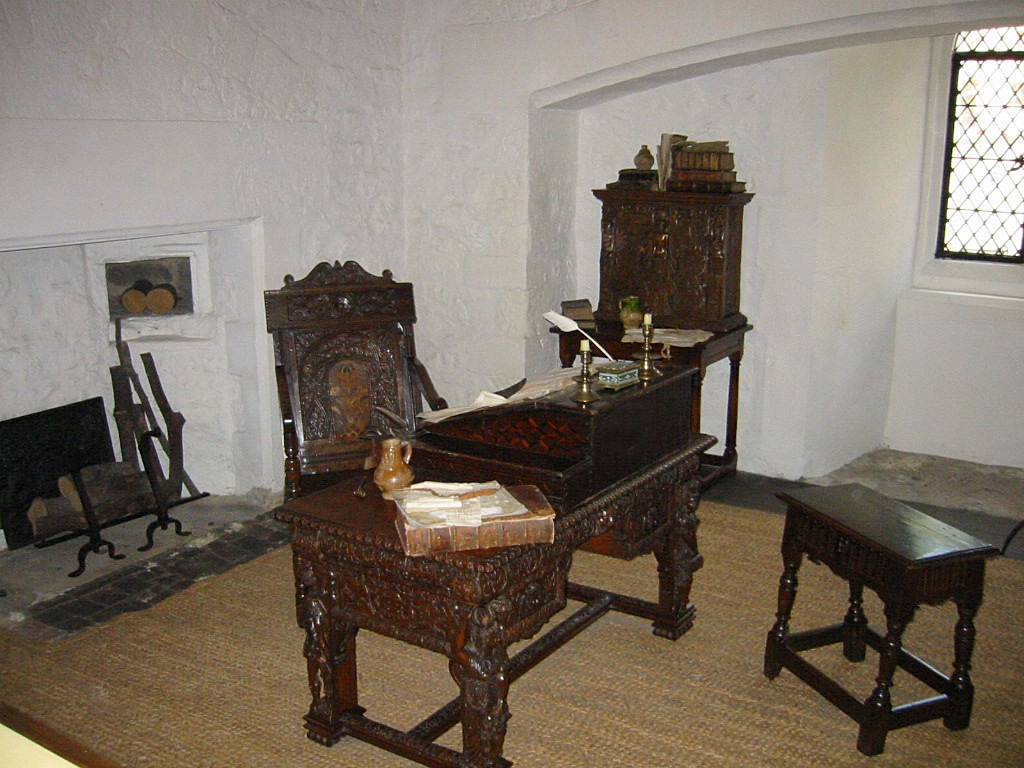
Celula lui Raleigh în Turnul Londrei

Refuzând asistența unui avocat, Raleigh s-a apărat singur, istețimea și elocința lui l-au ajutat efectiv. După relatarea unui martor ocular, la început a glumit cu acuzarea afirmând că „este cea mai fericită zi” din viața lui. Întrebat dacă poate să răspundă acuzațiilor pe măsură ce i se aduceau, a răspuns că nu îndrăznește să întrerupă prezentarea probelor, ca să nu-și piardă din „grație și vigoare” . Confruntat cu mărturisirea lui Cobham, a prezentat o retractare scrisă de mână de către prietenul său. Sir Edward Coke, acuzatorul, a comparat cele două hârtii, iar Raleigh a propus să fie adus chiar Cobham să facă acest lucru. Propunerea a fost respinsă. Devenea clar că juriul era intimidat și se îndrepta spre un verdict dinainte hotărât.
Câțiva dintre jurați au îngenunchiat în fața lui Raleigh să-i ceară iertare. Curteanul disprețuit de dimineață se transformase într-un martir, victima unei înscenări judecătorești. Un val de proteste la adresa judecății a străbătut țara și a determinat, în timp, reforma procedurală prin care sistemele legale din Marea Britanie și din America se disting de cele din restul lumii. Pe patul de moarte, unul dintre judecătorii lui Raleigh a mărturisit :„ Niciodată justiția n-a fost în Anglia atât de terfelită și de insultată ca în acest proces.”

## Ani de așteptare

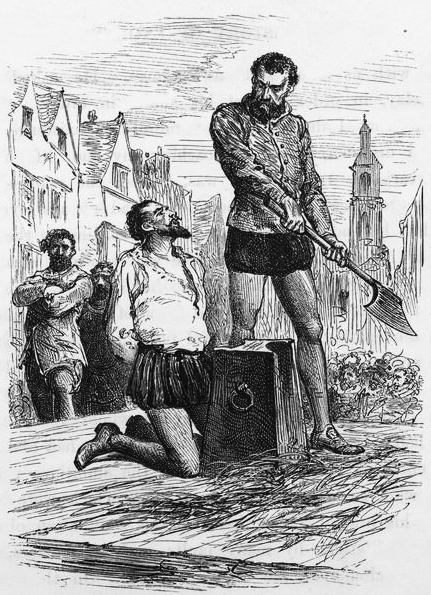
Execuția lui Walter Raleigh

Execuția lui Raleigh fusese fixată pentru 10 decembrie. Cu o zi înainte de execuție, regele a dispus o amânare și l-a întemnițat în Turnul Londrei. Deși i se permitea să-și vadă soția și fiul, el a petrecut următorii 13 ani în închisoare. În timp ce era întemnițat, Raleigh a scris mai multe tratate și primul volum din Istoria lumii, publicat în 1628. Fiul său, Carew, a fost conceput și s-a născut în timp ce Raleigh era închis. 
După numeroase petiții în care îi cerea regelui să-l elibereze și să-l susțină să întreprindă o nouă expediție în Lumea Nouă, la începutul anului 1616 Raleigh își redobândea libertatea. Până în iunie anul următor avea toți banii necesari călătoriei, dar fusese avertizat de către coroană să evite ostilitățile cu spaniolii.
Expediția a fost un dezastru, culminând cu atacul asupra unei colonii spaniole, plătit cu viața de fiul lui Raleigh. La întoarcerea în Anglia, ambasadorul Spaniei, revoltat a cerut moartea lui Raleigh, regelui Iacob I. În iunie 1618, Raleigh a fost arestat și trimis din nou în Turnul Londrei. Cum fusese deja condamnat la moarte, Raleigh nu mai putea fi acuzat că încălcase ordinele regelui cu privire la conflictele cu spaniolii. Așa că, la 29 octombrie, pășea spre eșafod, urmând să suporte pedeapsa care i se dăduse în urmă cu cincisprezece ani.
Cerând să vadă securea cu care urma să i se taie capul, Raleigh și-a trecut degetele peste tăiș, glumind : „Iată un leac care o să mă vindece de toate durerile”. Când cineva din asistență i-a cerut să-și așeze capul pe butuc cu fața spre răsărit, Raleigh a răspuns : „Ce contează cum stă capul, dacă inima e la locul ei ?”, cel mai potrivit epitaf pentru favoritul căzut în dizgrație. A fost unul din primii oameni care a popularizat tutunul. După moartea lui, s-a găsit în celula sa un săculeț cu tutun pe care era scris în latină Comes meus fuit in illo miserrimo tempore ("A fost colegul meu în cele mai mizerabile momente"). Capul îmbălsămat a lui Raleigh a fost dus soției sale, iar trupul a fost înmormântat la biserica Sf. Margareta, Westminster unde poate fi vizitat și astăzi. Se spune că soția sa a păstrat capul lui Raleigh într-o pungă de catifea până la moarte, douăzecișinouă de ani mai târziu, când a fost înmormântat alături de trupul lui.

## Memorie

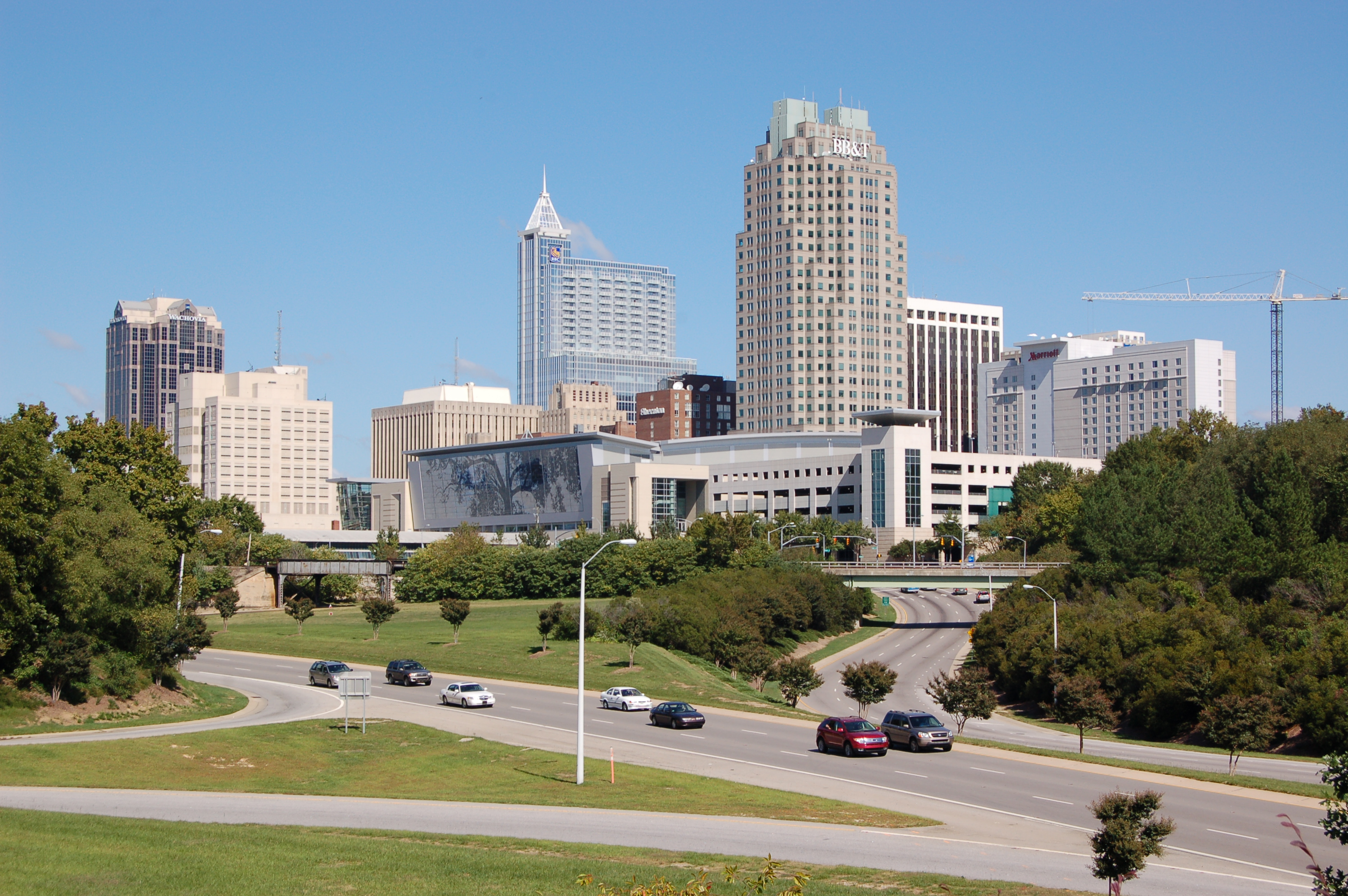
Orașul Raleigh în Carolina de Nord

Deși popularitatea lui Raleigh a scăzut considerabil din perioada lui de glorie din era elisabetană, execuția lui a fost considerată de mulți ca inutilă și nedreaptă. Implicarea lui în complot se pare că s-a limitat la o discuție cu Cobham. Capitala statului Carolina de Nord a fost numită Raleigh în 1792 de Sir Walter, unul din sponsorii Coloniei Roanoke. În oraș se află o statuie de bronz a lui Raleigh. Raleigh County în Virginia de Vest este de asemenea numit în onoarea lui.  

## Colonia Roanoke
În 1585, Sir Walter Raleigh a organizat o expediție formată din 150 de oameni, care au plecat la bordul a șase nave în direcția insulei Roanoke, în largul coastei actualei Carolina de Nord. Era a doua colonie britanică din America de Nord și a fost botezată Virginia, în cinstea reginei Elisabeta I. Sir Ralph Lane a fost numit guvernator. După un furt, Lane a poruncit să fie ucisă căpetenia băștinașilor. Când Francis Drake s-a oprit pe insulă, l-a găsit pe Lane și restul oamenilor aproape morți de foame și împuținați din cauza conflictelor cu nativii insulei. Când a plecat, Drake a lăsat cincisprezece din oamenii săi pentru a-i proteja pe coloniști. În 1587, Raleigh a planificat o a doua expediție. John White era conducătorul expediției formată din 117 persoane, printre care se afla și fiica însărcinată a lui White împreună cu soțul său, Annanias Dare. Au ajuns la Roanoke în 22 iulie 1587, iar din oamenii lăsați de Drake, au găsit doar oasele. Nepoata lui White, Virginia, s-a născut în 18 august și a fost primul copil englez născut în America. John White a fost nevoit să se întoarcă în Anglia pentru a procura materiale și semințe. A sosit în Anglia în 8 noiembrie, dar din cauza conflictului care izbucnise între Spania și Anglia, i s-a interzis să părăsească Anglia. Într-un final, în 20 martie 1590, căpitanul William Irish, a plecat din Plymouth pentru a duce ajutoare coloniei. Printre pasageri se afla și John White. Trecuseră trei ani de când își părăsise fiica, ginerele, nepoata și pe ceilalți coloniști. Când au ajuns pe insulă în 18 august, nu au mai găsit nici o urmă din cei 117 coloniști. Așezarea era goală și fusese construită o palisadă pentru a o proteja. Singurul indiciu a fost cuvântul Croatoan, scris pe unul din trunchiurile palisadei și literele cro, sculptate pe trunchiuri de copaci. White, înainte de a pleca în Anglia, se înțelesese cu coloniștii ca în cazul în care vor fi nevoiți să plece, să sculpteze numele destinației pe un trunchi de copac. Cuvântul croatoan, le-a sugerat că poate s-au transferat pe insula vecină, Croatoan Island (acum Hatteras Island). Dar un uragan l-a împiedicat pe White să meargă pe insula Croatoan, să investigheze dacă mai erau supraviețuitori. Flota a fost nevoită să se întoarcă în Anglia. White nu a reușit să adune fondurile necesare unei alte expediții și a murit fără să știe ce s-a întâmplat cu membrii familiei sale. Puțini s-au implicat în găsirea celor 117 persoane. Printre aceștia s-a aflat Sir Walter Raleigh, care avusese idea colonizării insulei. A organizat cinci expediții finanțate din banii săi, până când a fost așa plin de datorii încât a fost arestat, închis și într-un final decapitat. Oricare ar fi fost soarta coloniștilor, astăzi așezarea este amintită ca Colonia pierdută Roanoke.